# 团结镇 (萝北县)
团结镇，是中华人民共和国黑龙江省鹤岗市萝北县下辖的一个乡镇级行政单位。

## 行政区划
团结镇下辖以下地区：
红卫村、东方红村、东风村、常红村、工农兵村、前进村、跃进村、北联村、勤俭村、龙兴村、龙滨村、韦场村、龙胜村、新垦村、林海村、前卫村和红旗村。